# NGC 5140
NGC 5140 في الفهرس العام الجديد، هي مجرة، تقع في كوكبة قنطورس. اكتشفت في 1 مايو 1834 بواسطة جون هيرشل.

## روابط خارجية
- NGC 5140 على موقع ويكي سكاي: DSS2, SDSS, GALEX, IRAS, Hydrogen α, X-Ray, Astrophoto, Sky Map, Articles and images